# Río Ciloria
El río Iguareña (también llamado Arroyo Iguareña, río Ciloria o Arroyo la Glera) es un curso de agua de la provincia de La Rioja, que nace en el paraje de Fuente Milano, localizado en la hoya del Pico Torocuervo (Sierra de la Demanda), en el término municipal de Valgañón.

## Curso
Desciende hacia Valgañón por el barranco de Iguareña, alimentado por diversos afluentes, entre los que se encuentran el río del Roñadero (que nace en el monte Ibaya) y otro pequeño río que baja desde Corcusa por el barranco de San Quilez, aunque también se alimenta de pequeños barrancos que descienden desde la Dehesa de Valgañón.
Sigue su curso hacia la localidad de Zorraquín, desembocando más adelante en el río Oja, ya dentro del término municipal de Ezcaray.